# Micropsectra mongolmeneus
Micropsectra mongolmeneus е вид насекомо от разред Двукрили (Diptera), семейство Хирономидни (Chironomidae). Среща се в Италия.